# San Francisco los Cocos
San Francisco los Cocos är en ort i Mexiko.   Den ligger i kommunen Tlacotalpan och delstaten Veracruz, i den sydöstra delen av landet, 400 km öster om huvudstaden Mexico City. San Francisco los Cocos ligger 3 meter över havet och antalet invånare är 347.
Terrängen runt San Francisco los Cocos är mycket platt. Runt San Francisco los Cocos är det ganska tätbefolkat, med 54 invånare per kvadratkilometer. Närmaste större samhälle är Tlacotalpan, 1,2 km sydost om San Francisco los Cocos. Trakten runt San Francisco los Cocos består till största delen av jordbruksmark.